# Ursula Franklin
Ursula Martius Franklin (født 16. september 1921, død 22. juli 2016) var en canadisk metallurg fysiker, forfatter og underviser, som underviste på University of Toronto i over 40 år. Hun var forfatter af The Real World of Technology baseret på hendes Massey-foredragsserie fra 1989, The Ursula Franklin Redder: Pacifism as a Map, som er en samling af hendes skrifter, interviews og foredrag, samt Ursula Franklin Speaks: Thoughts and Afterthoughts med 22 af hendes taler og fem interviews fra perioden 1986-2012. Franklin var aktiv kvæker og arbejdede for pacifistiske og feministiske sager. Hun skrev og talte omfattende om krigens meningsløshed og forbindelsen mellem fred og social retfærdighed. Franklin har modtaget talrige ærespriser, herunder Governor General's Awards in Commemoration of the Persons Case for sit arbejde for piger og kvinders ligeværdighed i Canada og Pearson Medal of Peace for sit arbejde for at fremme menneskerettigheder. I 2012 blev hun optaget i Canadian Science and Engineering Hall of Fame, og et gymnasium i Toronto er opkaldt efter hende: Ursula Franklin Academy.
Franklin var bedst kendt for sit forfatterskab om politiske og sociale effekter af teknologien. For hende var teknologien meget mere end maskine, gadgets og elektronik. Det er et sammenhængende system, der også omfatter metoder, procedurer, organisation og "mest af alt, et tankesæt." Hun skelnede mellem holistiske teknologier, som anvendes af faglærte arbejdere eller håndværkere, og præskriptive teknologier, der er knyttet til arbejdsdeling i storskalaindustri. Holistiske teknologier lader håndværkeren styre deres eget arbejde fra start til slut. Præskriptive teknologier organiserer arbejdet som en serie af trin, som kræver styring fra en overordnet leder. Franklin hævdede, at dominansen af præskriptive teknologier i nutidens samfund modarbejder evnen til kritisk tænkning og fremelsker en "acceptkultur."